# ويليام بي. كيمبل
ويليام بي. كيمبل هو محامي وسياسي أمريكي، ولد في 4 نوفمبر 1857، وتوفي في 24 فبراير 1926 في ليكسينغتون في الولايات المتحدة. نشط حزبياً في الحزب الديمقراطي. وقد انتخب عضو مجلس النواب الأمريكي ‏.